# Huallagatangara

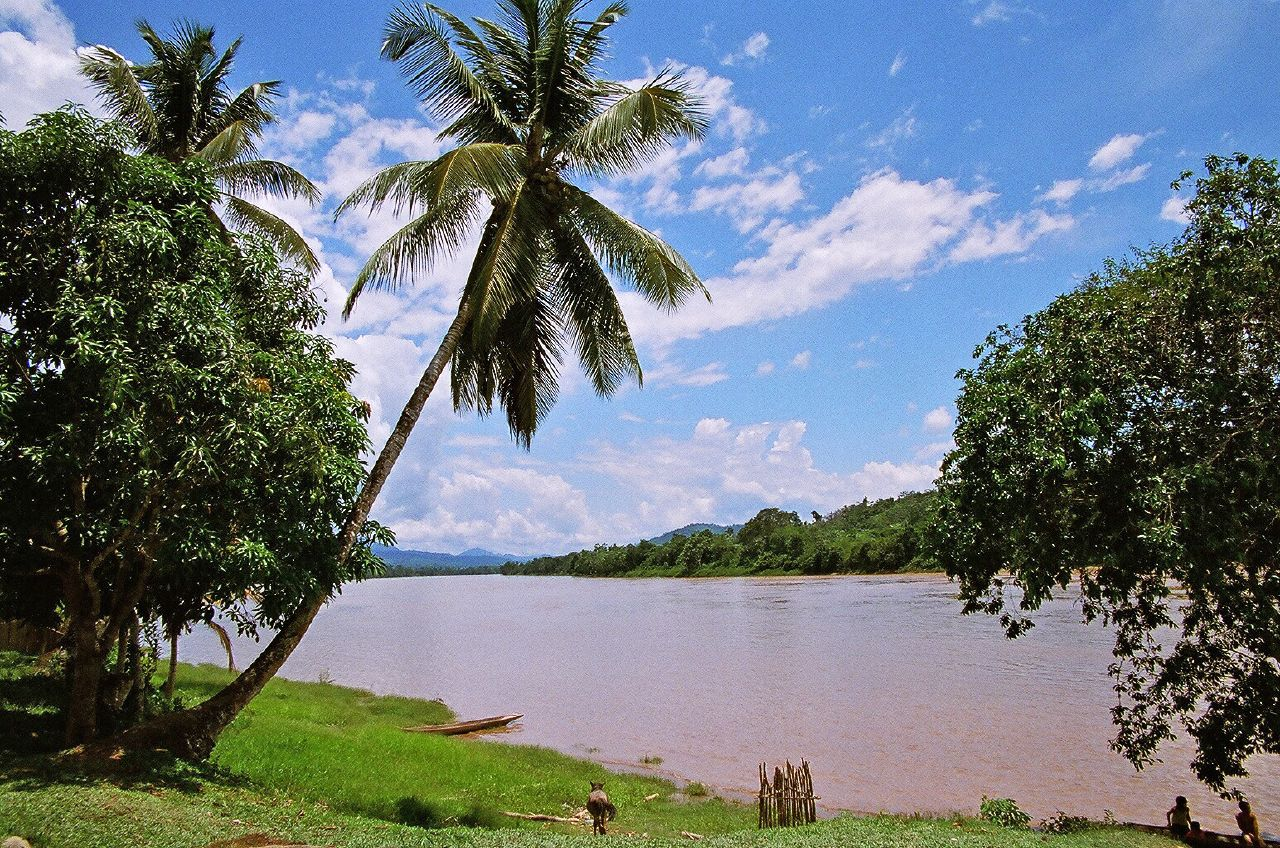
Fågeln har fått sitt svenska namn efter Huallagafloden.

Huallagatangara (Ramphocelus melanogaster) är en fågel i familjen tangaror inom ordningen tättingar.

## Utbredning och systematik
Huallagatangara delas in i två underarter:
- R. m. melanogaster – förekommer i höglandet i norra Peru (San Martín)
- R. m. transitus – förekommer i öst-centrala Peru (övre Huallaga-dalen i Huánuco och San Martín)

## Status
Arten har ett stort utbredningsområde och beståndet anses vara stabilt. Internationella naturvårdsunionen IUCN listar den därför som livskraftig (LC).

## Namn
Huallaga är en biflod till Marañónfloden i Peru.